# Watervegetatie
Watervegetatie of aquatische vegetatie is in water voorkomende vegetatie. De planten zorgen voor zuurstof in het water en dragen bij aan de waterkwaliteit. In sommige gevallen ontwikkelen dergelijke vegetaties zich via successie tot een verlandingsvegetatie.
Waterplanten bieden bescherming en voedsel voor bijvoorbeeld vissen, insecten en amfibieën.  De aard van de watervegetatie is afhankelijk van verschillende milieufactoren. Zo zal de hoeveelheid voedingszouten in het water een grote invloed hebben op het aantal planten, de soortensamenstelling en de vegetatiestructuur.